# Саникуяха
Саникуяха (устар. Санику-Яха) — река в России, протекает по Ямало-Ненецкому АО. Устье реки находится в 144 км по правому берегу реки Хадуттэ. Длина реки составляет 34 км.
- В 3 км от устья по левому берегу реки впадает река Вопкаръяха.
- В 10 км от устья по правому берегу реки впадает река Нёляко-Саникуяха.

## Данные водного реестра
По данным государственного водного реестра России, относится к Нижнеобскому бассейновому округу, водохозяйственный участок реки — Пур, речной подбассейн отсутствует. Речной бассейн реки — Пур.
Код объекта в государственном водном реестре — 15040000112115300062989.